# Acanthophorides divergens
Acanthophorides divergens är en tvåvingeart som beskrevs av Borgmeier 1926. Acanthophorides divergens ingår i släktet Acanthophorides och familjen puckelflugor. Inga underarter finns listade i Catalogue of Life.